# Christian Lorenz
Christian „Flake“ Lorenz (* 16. listopadu 1966, Východní Berlín) je německý hudebník, klávesista hudební skupiny Rammstein. Je také bývalý člen punkové skupiny Feeling B.

## Mládí
Lorenz se narodil ve Východním Německu v Prenzlauer Berg, části Berlína (od roku 2001 součást obvodu Pankow). Od mala hrál na klavír, nejprve v hudební škole a později i doma, když mu ho rodiče k patnáctým narozeninám koupili. Osobně se za příliš nadaného klávesistu nepovažuje. Vyučil se nástrojařem.

## Kariéra

### Feeling B
V roce 1983 se Lorenz jako šestnáctiletý stal členem punkové skupiny Feeling B, dalšími členy byl kytarista Paul Landers a zpěvák Aljoscha Rompe, původem ze Švýcarska. Se skupinou hrál téměř deset let. Přestože se v polovině 90. let rozpadla, členové se stále scházeli, aby hráli na punkových festivalech. Definitivní rozpad přišel v roce 2000, kdy Rompe nepřežil záchvat astmatu.

### Rammstein
V roce 1994 vyhráli Till Lindemann, Richard Z. Kruspe, Oliver Riedel a Christoph Schneider hudební soutěž Metro beat, kterou pořádal berlínský senát. Dostali možnost nahrát ve studiu čtyřskladbové demo. Ke skupině se připojil Paul Landers a nakonec i Lorenz, který se vstupem dlouho váhal a musel být přemlouván. Tentýž rok zahájila skupina práci na debutovém albu Herzeleid.
Během písně Bück Dich z druhého studiového alba skupiny, Sehnsucht, prováděl Lindemann s Lorenzem při živých vystoupeních předstíranou sodomii s umělým penisem. V září 1998 byli ve Worchesteru v USA zatčeni a obviněni z obscénního chování; nakonec vyvázli pouze s pokutou ve výši sta dolarů.
Do roku 2002 jezdil na živých vystoupeních ve člunu; po incidentu v Petrohradu v roce 2001, kdy byl davem z loďky shozen a málem úplně svlečen, ho nahradil Oliver Riedel. Přesto se do člunu vrátil při turné v letech 2009 a 2010 při skladbě Haifisch. Na tomto turné také začal při vystoupeních používat běžecký pás. V rozhovoru uvedl, že je to proto, že mu jeho nástroj neumožňuje volný pohyb po pódiu jako většině ostatních členů.
V roce 2005 během koncertu ve švédském Göteborgu omylem najel segwayem při písni „Amerika“ do Tilla Lindemanna, čímž mu způsobil zranění kolene. Skupina musela následně odvolat naplánované koncerty v Asii.
V roce 2012 poskytl spolu s Tillem Lindemannem rozhovor na téma shock rock.

## Osobní život
Lorenz je jednou rozvedený a má pět dětí. V srpnu 2008 se oženil s umělkyní Jenny Rosemeyerovou, která pro skupinu nahrála pískání ke skladbě Roter Sand. V listopadu 2011 byl jeho dům zapálen 28letým žhářem, který byl však záhy vypátrán a zatčen, jelikož při útěku havaroval poblíž místa činu. Lorenz se v době činu nenacházel doma, ale byl na evropském turné se skupinou Rammstein. V roce 2015 vydal svoji autobiografii pod názvem „Der Tastenficker“, což je ve východoněmeckém slangu výraz pro klávesistu. Věnuje se v ní zejména různým životním událostem a zážitkům, Rammstein zmiňuje jen okrajově.

### Přezdívky
Lorenz má přezdívky „Flake“ (německy vyslovovanou jako „Flak-eh“) a „Doktor“. V interview v roce 2000 uvedl, že „Flake“ je jeho pravé jméno. Jako mladý se chtěl stát chirurgem, ale nebyl připuštěn ke studiu, protože odmítl vojenskou službu – odtud pochází přezdívka Doktor.